# Phillips Verner Bradford
Phillips Verner Bradford (* 1940) ist ein US-amerikanischer Ingenieur und Sachbuchautor.
Bradford promovierte 1968 an der Columbia University. Er ist Dozent an der Colorado School of Mines.
Sein bekanntestes Buch handelt von Ota Benga, der von seinem Großvater Samuel Phillips Verner gekauft wurde.